# Raymond de Chameyrac
Raymond de Chameyrac, spesso citato anche nella forma italianizzata di Raimondo (Francia, ... – Roma, 5 aprile 1348), è stato un vescovo cattolico francese, vicario generale di Roma durante la sedizione di Cola di Rienzo.

## Biografia
La Cronica dell'Anonimo Romano lo definisce "grande decretalista oltramontano", da cui si può dedurre che provenisse dalla Francia e che fosse probabilmente laureato in diritto. Fu penitenziere maggiore presso la corte pontificia di Avignone e poi canonico di Amiens finché nel 1342 papa Clemente VI lo scelse come nuovo vescovo di Rieti, andando contro il parere del capitolo diocesano che aveva invece eletto un altro sacerdote. Raymond tuttavia mise raramente piede nella sua diocesi, poiché pochi mesi dopo fu nominato vicario generale di Roma, ossia governatore della città e dei territori pontifici in vece del papa. La stessa nomina alla sede di Rieti, così come il suo successivo passaggio a quella di Orvieto, servì probabilmente solo a garantire a Raymond una buona fonte di reddito in prossimità di Roma, dove visse in maniera stabile almeno dal dicembre 1344.
Nell'Urbe fu probabilmente già tra i primi sostenitori di Cola di Rienzo, che nel suo discorso tenutosi il 18 maggio 1347 sull'Aventino lo indica alla folla come testimone delle ingenti somme di denaro che le istituzioni pontificie avrebbero portato, col benestare del papa, alla città. Il sostegno del vicario fu fondamentale per l'ascesa al potere del capopopolo romano, che poteva così dare a vedere alla cittadinanza di agire con il pieno appoggio della Chiesa e del pontefice. Il successivo 20 maggio, domenica di Pentecoste, fu accanto a Cola di Rienzo quando questi salì al Campidoglio a capo di un contingente armato e occupò il Senato: i due furono insieme messi a capo del Comune dal popolo romano, assumendo il titolo di "tribuni del popolo". Clemente VI venne a sapere di quanto accaduto a Roma solo a cose fatte e, pur con qualche riserva, decise di assecondare gli eventi e di legalizzare la situazione dei tribuni, concedendo loro il titolo ufficiale di rectores Urbis et districtus.
Dopo poche settimane tuttavia, avendo ormai consolidato il proprio potere, Cola accantonò ogni apparenza e liquidò Raymond, proclamandosi come unico tribuno di Roma. Il vicario inviò allora un messaggero ad Avignone per informare il papa e la Curia, i quali espressero forti preoccupazioni sull'operato del capopopolo e inviarono in Italia il legato Bertrando di Deux. Ciononostante, Raymond rimase al fianco del tribuno, figurando accanto a lui nella pomposa parata che precedette la sontuosa festa tenutasi nel palazzo lateranense in occasione dell'investitura a cavaliere di Cola. La mattina dopo, al termine della messa di investitura tenutasi presso il battistero lateranense, il tribuno prese la parola davanti all'assemblea e dichiarò che, poiché papa Clemente VI e l'imperatore Ludovico IV non riuscivano a trovare accordo sulla legittimità delle pretese imperiali di quest'ultimo, l'ultima parola spettava per antica consuetudine al popolo romano e invitò quindi solennemente il pontefice e il collegio cardinalizio da una parte e l'imperatore e i principi elettori dall'altra a recarsi a Roma affinché lui potesse esaminarne le ragioni. Raymond fu colto completamente di sorpresa da questa dichiarazione e insieme a un suo notaio cercò di protestare apertamente che questa era un'iniziativa personale del tribuno e che non godeva dell'approvazione papale, ma le loro voci furono coperte dallo squillare delle trombe, fatte suonare immediatamente per ordine di Cola. Tuttavia nel banchetto che seguì, il vicario, dopo aver formalmente presentato le proprie rimostranze per iscritto e aver ricevuto rassicurazioni che l'autorità del papa e della Chiesa sarebbero state preservate, accettò di sedersi con il neocavaliere alla mensa marmorea papale della sala del palazzo lateranense.
Quando sul finire dell'anno, Cola, il cui governo si era fatto nei mesi sempre più dispotico ed erratico, si rese conto di aver ormai perso il supporto del popolo romano, provò a riallacciare i rapporti con la Chiesa, disconoscendo quanto detto in occasione della sua investitura a cavaliere e ripristinando il vescovo vicario come come suo co-tribuno. Dopo pochi giorni, tuttavia, anche Raymond tolse al capopopolo il proprio supporto e questi dovette presto fuggire dalla città.
Raymond de Chameyrac morì a Roma nel 1348, presumibilmente il 5 aprile, data in cui viene commemorato nei registri liturgici della diocesi reatina.